# انتیپاتر صیدایی
انتیپاتر صیدایی (به یونانی: Ἀντίπατρος Antipatros) یا آنچنان که در آنتولوژی یونان آمده است: انتیپاتر سیدونیوس، شاعری یونانی در نیمهٔ دوم قرن دوم پیش از میلاد است. یکی از دلایل شهرت وی انتساب معرفی عجایب هفتگانهٔ جهان باستان به اوست. آثار او که در آنتولوژی یونان حفظ شده‌اند شامل کارهای بدیع هنری و ادبی و گاه وفاتنامه هاست. با این وجود به نظر می‌رسد که در آنتولوژی، اشتباهاتی در تمایز بین انتیپاتر اهل صیدا و انتیپاتر اهل تسالونیکا، که در قرن بعدی می‌زیست، وجود دارد.
سیسرون، در توصیف انتیپاتر می‌نویسد که او همزمان با کراسوس و کاتلوس در رم زندگی می‌کرد.
انتیپاتر وفاتنامه‌ای در سوگ سافو نوشت که در آن بیان می‌کند که او به مرگ طبیعی درگذشت و در زادگاهش به خاک سپرده شد. سیسرون، او را هجونویسی قهار معرفی می‌کند، که البته گهگاه به سمت تقلید نیز می‌لغزید.
انتیپاتر به همراه فیلو اهل بیزانتیوم، استرابون، هرودوت و دیودور سیسیلی اشخاصی هستند که عجایب هفتگانهٔ جهان باستان به آن‌ها نسبت داده می‌شود. او در شعری در سال ۱۴۰ پیش از میلاد چنین سروده است: «پیش از این به چشم خود دیده‌ام دیوار بابل پر عظمت را که گذرگاه ارابه هاست، و نیز مجسمه زئوس را در کرانهٔ آلفئوس، باغهای معلق و کولسوس خورشید را، اُبهت اهرام سر به آسمان سائیده و آرامگاه بی کران ماسول را؛ امّا آنزمان که نظاره می‌کردم خانهٔ آرتمیس را بنا شده بر ابرها، نبوغ آن همه اعجاز در نظرم رنگ باخت و با خود اندیشیدم: پس از المپ، خورشید چیزی به این عظمت ندیده است، هرگز.»